# Brian McLaughlin (sciatore)
Brian McLaughlin (24 giugno 1993) è uno sciatore alpino statunitense.

## Biografia
Attivo in gare FIS dal dicembre del 2008, McLaughlin ha esordito in Nor-Am Cup il 14 febbraio 2011 ad Aspen in discesa libera (35º) e in Coppa del Mondo il 3 dicembre 2017 a Beaver Creek in slalom gigante, senza completare la prova. Ha colto la prima vittoria, nonché primo podio, in Nor-Am Cup il 12 dicembre 2017 a Panorama in slalom gigante; ai Mondiali di Åre 2019, suo esordio iridato, non ha completato lo slalom gigante, mentre a quelli di Courchevel/Méribel 2023 si è classificato 20º nello slalom gigante e non si è qualificato per la finale nel parallelo.

## Palmarès

### Coppa del Mondo
- Miglior piazzamento in classifica generale: 121º nel 2023

### Coppa Europa
- Miglior piazzamento in classifica generale: 48º nel 2022
- 1 podio:
  - 1 vittoria

#### Coppa Europa - vittorie
| Data            | Località | Paese    | Specialità |
| --------------- | -------- | -------- | ---------- |
| 2 dicembre 2021 | Zinal    | Svizzera | GS         |

Legenda:

GS = slalom gigante

### Nor-Am Cup
- Miglior piazzamento in classifica generale: 8º nel 2018
- Vincitore della classifica di slalom gigante nel 2018
- 9 podi:
  - 4 vittorie
  - 4 secondi posti
  - 1 terzo posto

#### Nor-Am Cup - vittorie
| Data             | Località       | Paese  | Specialità |
| ---------------- | -------------- | ------ | ---------- |
| 12 dicembre 2017 | Panorama       | Canada | GS         |
| 12 marzo 2018    | Kimberley      | Canada | GS         |
| 13 marzo 2018    | Kimberley      | Canada | GS         |
| 27 febbraio 2023 | Mont-Tremblant | Canada | GS         |

Legenda:

GS = slalom gigante

### South American Cup
- Miglior piazzamento in classifica generale: 29º nel 2013
- 1 podio:
  - 1 vittoria

#### South American Cup - vittorie
| Data          | Località             | Paese     | Specialità |
| ------------- | -------------------- | --------- | ---------- |
| 4 agosto 2012 | Ushuaia Cerro Castor | Argentina | GS         |

Legenda:

GS = slalom gigante

### Campionati statunitensi
- 4 medaglie:
  - 4 argenti (slalom gigante nel 2018; slalom gigante nel 2019; slalom gigante nel 2022; slalom gigante nel 2023)